# Buford Ellington

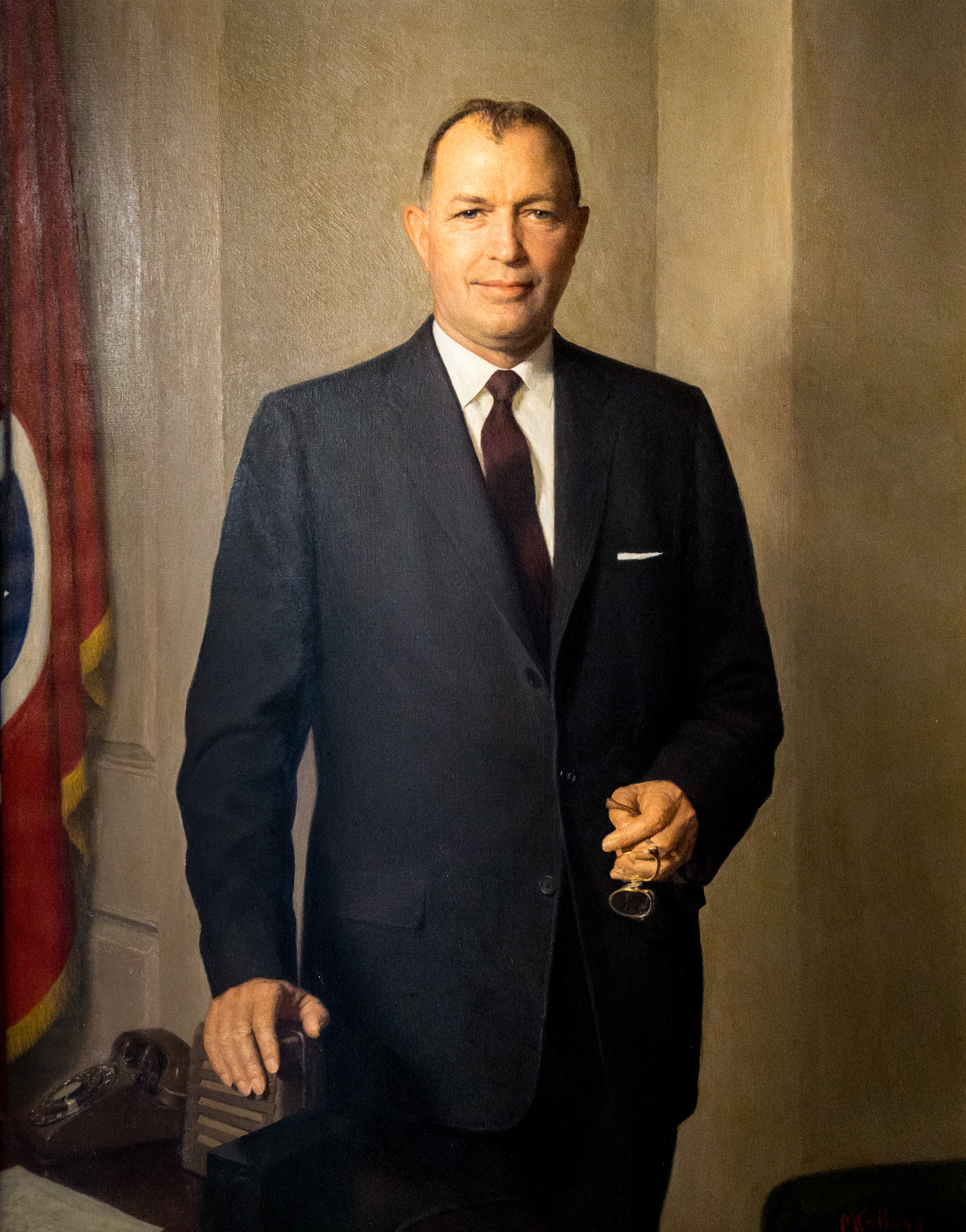
Buford Ellington.

Earl Buford Ellington, född 27 juni 1907 i Holmes County, Mississippi, död 3 april 1972 i Boca Raton, Florida, var en amerikansk demokratisk politiker. Han var guvernör i delstaten Tennessee 1959-1963 och 1967-1971.
Ellington studerade religion vid Millsaps College i Jackson, Mississippi men var tvungen att avbryta sina studier av ekonomiska orsaker. Han arbetade sedan som journalist i Mississippi och sålde därefter jordbruksredskap i Tennessee. Han gifte sig 1929 med Catherine Ann Cheek. Paret fick två barn.
Ellington ändrade sina åsikter i rasfrågan under sin långa politiska karriär. Han inledde sin politiska karriär som en anhängare av segregationismen i sydstaterna. Han betonade särskilt sin bakgrund i delstaten Mississippi där rasismen var relativt stark och karakteriserade sin syn på att hålla raserna åtskilda som "gammaldags". Han valdes 1958 till guvernör för första gången. I sin ämbetsutövning visade det sig att han föredrog en mera moderat linje än kollegan Ross Barnett i Mississippi som 1962 aktivt motsatte sig afroamerikanen James Merediths studierätt vid University of Mississippi. Ellington var emot ett dylikt aktivt motstånd även om han ännu under sin första mandatperiod som guvernör talade om sin önskan att hålla raserna åtskilda.
Ellington var länge en politisk bundsförvant av Frank G. Clement. På 1960-talet var det inte möjligt för en guvernör i Tennessee att ställa upp till omval. Clement stödde Ellington i 1958 års guvernörsval och i gengäld stödde Ellington Clement i 1962 års guvernörsval. Ellington efterträdde sedan Clement på nytt 1967. Vid den tidpunkten var Ellington och Clement inte längre vänner trots att Ellington försäkrade att han fortsätter på samma linje som Clement.
Ellington var vän med USA:s president Lyndon B. Johnson. Han lyckades behålla sin kontakt till Vita huset trots 1960-talets samhällsomvälvningar. En viktig faktor var att Ellington ändrade sin linje i rasfrågan så att han under sin andra mandatperiod som guvernör helt och hållet stödde Johnsons linje att ge de svarta fulla medborgerliga rättigheter. Han lät förstå i sin kampanj i 1966 års guvernörsval att ordet "segregation" inte längre var gångbart och efter att ha tillträtt guvernörsämbetet på nytt utnämnde han en afroamerikan till sin kabinett. Han godkände också en lag som tillät undervisningen i evolutionsteori i Tennessee. Ellington var ordförande för National Governors Association 1968-1969.
Ellingtons grav finns på Lone Oak Cemetery i Lewisburg, Tennessee.